# Gangsta’s Paradise (песня)
«Gangsta’s Paradise» (рус. «Гангстерский рай») — песня, записанная дуэтом американских рэперов Coolio и L.V. Вышла на одноимённом альбоме 1995 года. За эту песню Кулио был удостоен премии «Грэмми», а также двух наград MTV Video Music Award в 1996 году. Сингл достиг первого места во многих странах, включая США, Великобританию, Германию и др. Журнал Billboard назвал «Gangsta’s Paradise» песней № 1 по итогам 1995 года в США.

## Слова и музыка
Песня была записана в 1995 году; в ней используются семплы и мелодия припева песни Стиви Уандера «Pastime Paradise» 1976 года с его альбома Songs in the Key of Life. Является одной из немногих песен Кулио, не содержащих ненормативной лексики: сам автор объяснял это тем, что иначе Уандер не позволил бы использовать его музыку.
Песня начинается со слов из Псалма 22:4:

As I walk through the valley of the shadow of death...
Оригинальный текст (церк.-сл.)Аще бо и пойду посреде сени смертныя…

Стиви Уандер дал разрешение на использование музыки из его песни и, более того, спел вместе с Coolio на ежегодной церемонии вручения музыкальных наград «Billboard Music Awards» 1995 года.

## Влияние
- В год выпуска песни на неё был сделан одноимённый евро хаус/хэппи хардкор кавер группы Kool Cut.
- В 1996 году Странный Эл Янкович выпустил пародию — «Amish Paradise» — и клип на эту песню. Coolio не оценил пародию и угрожал Элу судебным иском. Янкович, в свою очередь, считал, что произошло недопонимание — сам он был уверен, что Кулио разрешение на пародию дал. Позже Кулио извинился и назвал свое решение бойкотировать пародию «одной из самых глупых вещей, что он сделал за всю свою карьеру»[4].
- В 2014 году американская пост-хардкор группа «Falling in Reverse» выпустила кавер и видеоклип на него.
- Песня является саундтреком к фильмам «Опасные умы» (1995), «Кровью и потом: Анаболики» (2013), «Очень плохая училка» (2011), «Зелёный Шершень» (2011), а также звучала в трейлере к  «Соник в кино».
- Первая строчка из псалма также стоит в начале первого куплета песни «Hear Me Now» американской рэпкор группы Hollywood Undead.
- Специальная версия «Gangsta’s Paradise» появляется в трейлере к компьютерной игре Need for Speed (2015)[5].
- Композиция «Gangsta’s Paradise» в особой обработке звучит в трейлере к фильму «Валериан и город тысячи планет» (2017).

## Чарты
| Чарт (1995—1996)                      | Высшая позиция |
| ------------------------------------- | -------------- |
| Австралия (ARIA)                      | 1              |
| Австрия (Ö3 Austria Top 40)           | 1              |
| Бельгия/Фландрия (Ultratop 50)        | 1              |
| Бельгия/Валлония (Ultratop 50)        | 1              |
| Канада (RPM Top Singles)              | 29             |
| Канада (RPM Dance/Urban)              | 3              |
| Canada (The Record)                   | 5              |
| Denmark (IFPI)                        | 1              |
| El Salvador (UPI)                     | 3              |
| Europe (Eurochart Hot 100)            | 1              |
| Europe (European Dance Radio)         | 1              |
| Финляндия (Suomen virallinen lista)   | 1              |
| Франция (SNEP)                        | 1              |
| Германия (GfK)                        | 1              |
| Iceland (Íslenski Listinn Topp 40)    | 1              |
| Ирландия (IRMA)                       | 1              |
| Italy (Musica e dischi)               | 1              |
| Нидерланды (Dutch Top 40)             | 1              |
| Нидерланды (Single Top 100)           | 1              |
| Новая Зеландия (Recorded Music NZ)    | 1              |
| Норвегия (VG-lista)                   | 1              |
| Шотландия (OCC Scotland)              | 1              |
| Spain (AFYVE)                         | 20             |
| Швеция (Sverigetopplistan)            | 1              |
| Швейцария (Schweizer Hitparade)       | 1              |
| Великобритания (OCC UK Singles)       | 1              |
| Великобритания (OCC UK Hip Hop/R&B)   | 1              |
| США (Billboard Hot 100)               | 1              |
| США (Billboard Hot R&B/Hip-Hop Songs) | 2              |
| США (Billboard Rhythmic)              | 2              |
| США (Billboard Pop Airplay)           | 17             |
| Zimbabwe (ZIMA)                       | 1              |

| Чарт (2021—2024)                    | Высшая позиция |
| ----------------------------------- | -------------- |
| Бельгия/Валлония (Ultratop 50)      | 50             |
| Чехия (Singles Digitál Top 100)     | 27             |
| Мир (Billboard Global 200)          | 21             |
| Германия (GfK)                      | 27             |
| Greece International (IFPI)         | 17             |
| Венгрия (Single Top 40)             | 2              |
| Iceland (Tónlistinn)                | 14             |
| Lithuania (AGATA)                   | 62             |
| Luxembourg (Billboard)              | 22             |
| Poland (Polish Airplay Top 100)     | 52             |
| Португалия (AFP)                    | 83             |
| Slovakia (Singles Digitál Top 100)  | 99             |
| South Africa (RISA)                 | 100            |
| Швейцария (Schweizer Hitparade)     | 14             |
| Великобритания (OCC UK Singles)     | 55             |
| Великобритания (OCC UK Hip Hop/R&B) | 9              |

| Чарт (1995)            | Позиция |
| ---------------------- | ------- |
| Австралия              | 1       |
| Бельгия (Фландрия)     | 4       |
| Бельгия (Валлония)     | 6       |
| Канада (RPM)           | 45      |
| Германия               | 23      |
| Франция                | 7       |
| U.S. Billboard Hot 100 | 1       |
| Чарт (1996)            | Позиция |
| Австрия                | 6       |
| Бельгия (Фландрия)     | 16      |
| Бельгия (Валлония)     | 8       |
| Швеция                 | 15      |
| U.S. Billboard Hot 100 | 33      |